# Corneliu-Mugurel Cozmanciuc
Corneliu Mugurel Cozmanciuc (n. 9 mai 1978, Vatra Dornei, Suceava, România) este un om politic român. Deputat PNL Iași din anul 2012.
La data de 18  mai 2012 a fost numit Secretar de Stat la Ministerul Mediului și Pădurilor în Guvernul Victor Ponta (Guvernul USL). A candidat la alegerile parlamentare din decembrie 2012, ca reprezentant al PNL în Colegiul nr. 1 Răducăneni, Iași și a fost ales deputat. În 18 august 2014 a fost numit președinte al Filialei Teritoriale PNL Neamț. La alegerile din 2016 a fost ales din nou deputat, de această dată în județul Neamț.

## Controverse
Pe 23 februarie 2021, Mugurel Cozmanciu a fost trimis în judecată de către procurorii DNA într-un dosar în care este acuzat de trafic de influență, după ce ar fi promis numirea unei anumite persoane la conducerea Administrației Naționale „Apele Române”, pentru care a cerut 500.000 de lei. Pe 25 ianuarie 2023 Cozmanciuc a fost achitat definitiv de Înalta Curte de Casație și Justiție în acest dosar.